# Szvetlána
A Szvetlána keleti szláv eredetű női név, jelentése: ragyogó, fényes, világos.

## Gyakorisága
Az 1990-es években szórványos név, a 2000-es években nem szerepel a 100 leggyakoribb női név között.

## Idegen nyelven
- orosz: Szvetlana (Светлана)
- ukrán: Szvitlana (Свiтлана)
- belarusz:Szvjatlana (Святлана)
- cseh: Světlana
- szlovák: Svitlana

## Névnapok
- május 1.[2]
- július 4.[2]
- november 24.[2]

## Híres Szvetlánák
- Szvetlana Abrosimova orosz kosárlabdázó
- Szvetlana Jevgenyevna Feofanova orosz rúdugró
- Szvetlana Joszifovna Allilujeva Sztálin lánya, memoár-szerző
- Szvetlana Kuznyecova, orosz teniszező
- Szvitlana Loboda ukrán énekesnő
- Szvetlana Szavickaja űrhajós